# アリオ西新井
- セブン&アイ・ホールディングス
  - イトーヨーカ堂 > アリオ > アリオ西新井
  - セブン&アイ・クリエイトリンク > アリオ > アリオ西新井

アリオ西新井（アリオにしあらい）は、東京都足立区西新井栄町一丁目に立地する複合商業施設である。日清紡ホールディングスが所有し、セブン&アイ・ホールディングスグループのセブン&アイ・クリエイトリンクが運営する。

## 概要
日清紡東京工場跡地の再開発事業「西新井ヌーヴェル」計画の一つとして2007年（平成19年）11月6日にプレオープン、同年11月9日にグランドオープンした。イトーヨーカ堂が新業態「アリオ」として運営する大型ショッピングセンターであり、アリオとしては全国で6店舗目 （都内ではアリオ亀有に次ぐ2店目）、イトーヨーカドーとしては176店舗目の店舗としてオープンした。
東武鉄道西新井駅西口そばの環七通り（東京都道318号環状七号線）と尾竹橋通り（東京都道461号吾妻橋伊興町線）の交わる場所に位置しており、商業施設としての立地環境に優れている。敷地面積が狭いものの、建物を地上6階地下1階（うち上層階の3フロアが立体駐車場）とすることで延床面積を確保している。
ショッピングセンター内にはイトーヨーカドーを核店舗に、TOHOシネマズやファッション、レストランなど111の専門店が入居している（2014年当時）。また、周囲にはマンション、公園が立地している。
近隣も「西新井ヌーヴェル」の一環として大規模な開発が行われており、道路なども整備されている。
なお、近隣にあった旧イトーヨーカドー西新井店は、2008年（平成20年）8月29日にイトーヨーカ堂のディスカウントストア業態「ザ・プライス」西新井店に転換されたのち、現在はヨークプライス西新井店となっている。
2024年9月30日に日清紡ホールディングスは、ヒューリックに敷地と建物を売却する契約を締結した。引き渡しは2025年3月31日を予定し、売却によるテナントの変更はないと報じられている。
出店テナント全店の一覧・詳細情報は公式サイト「ショップガイド」を参照。

施設の紹介
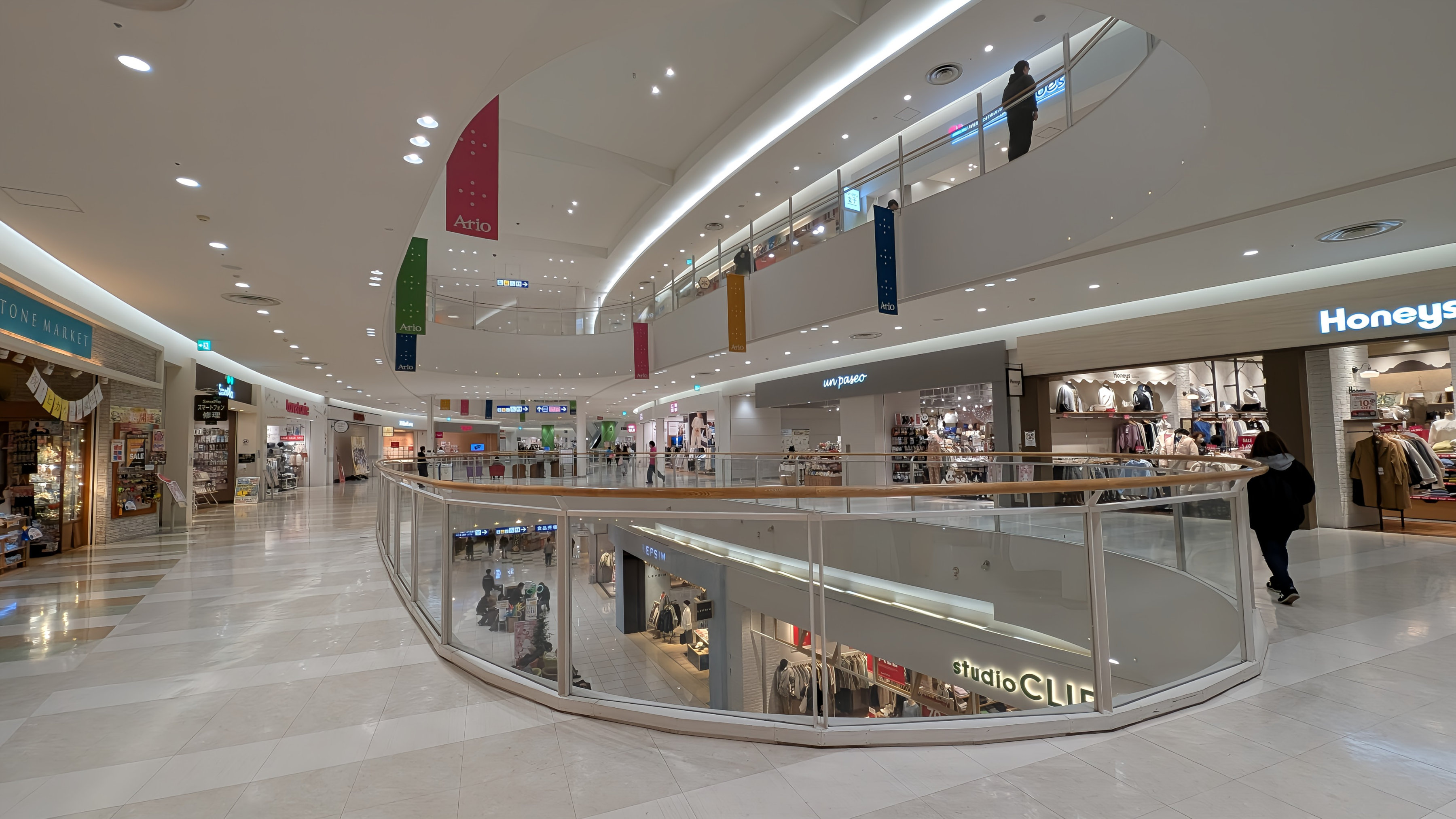
2F なだらかな曲線の通路
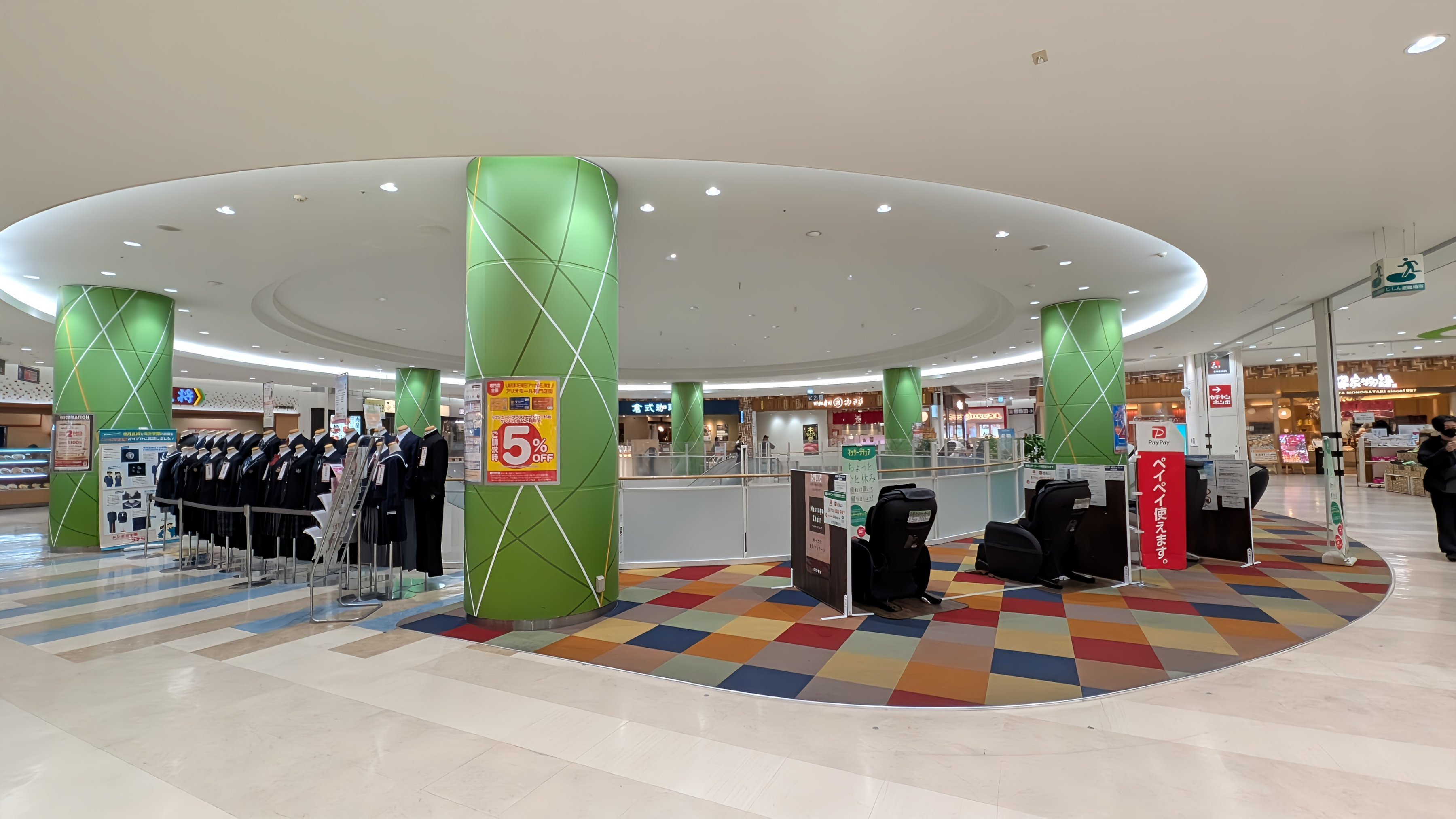
3F レストスペース
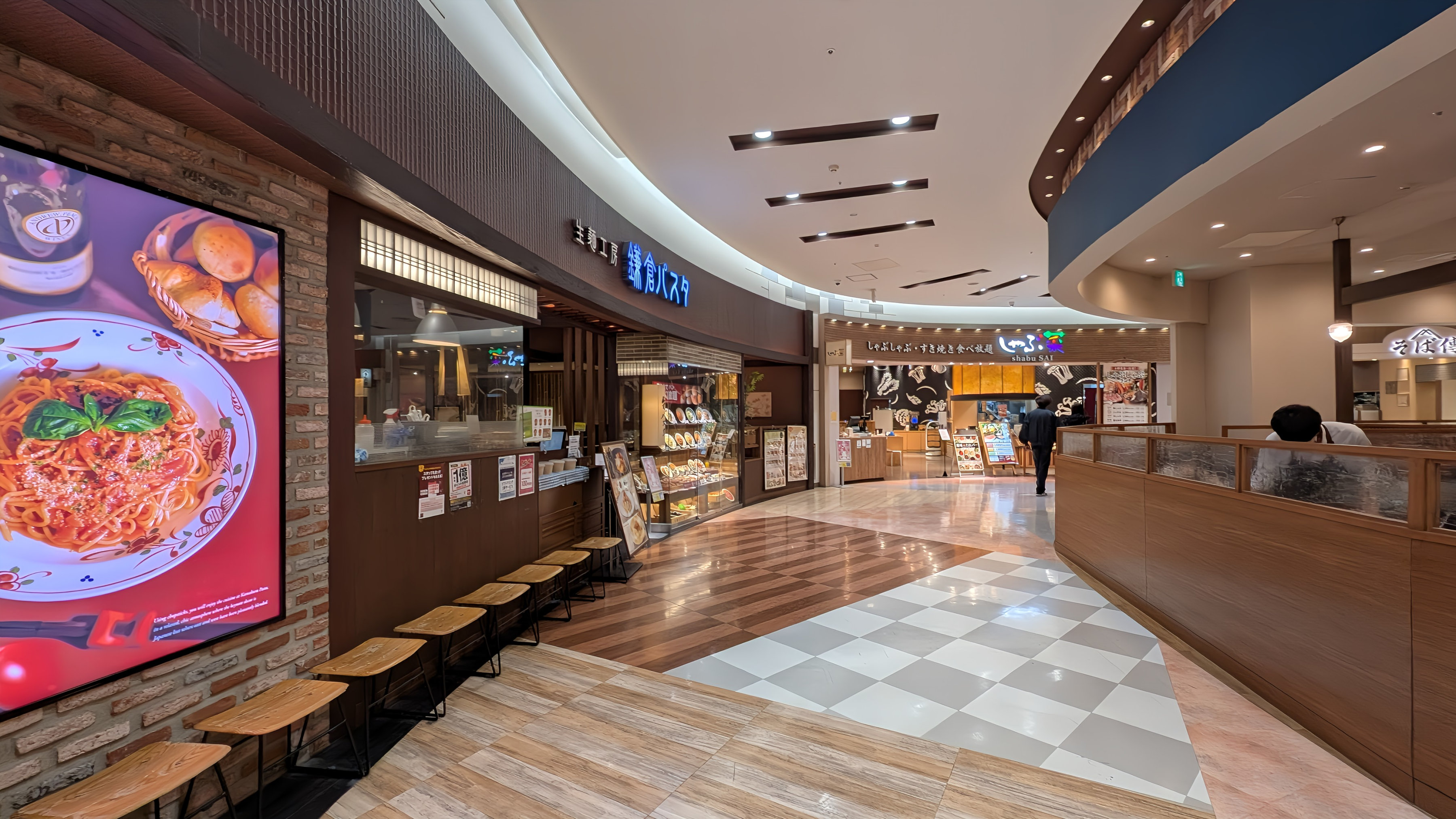
3F レストランの通り
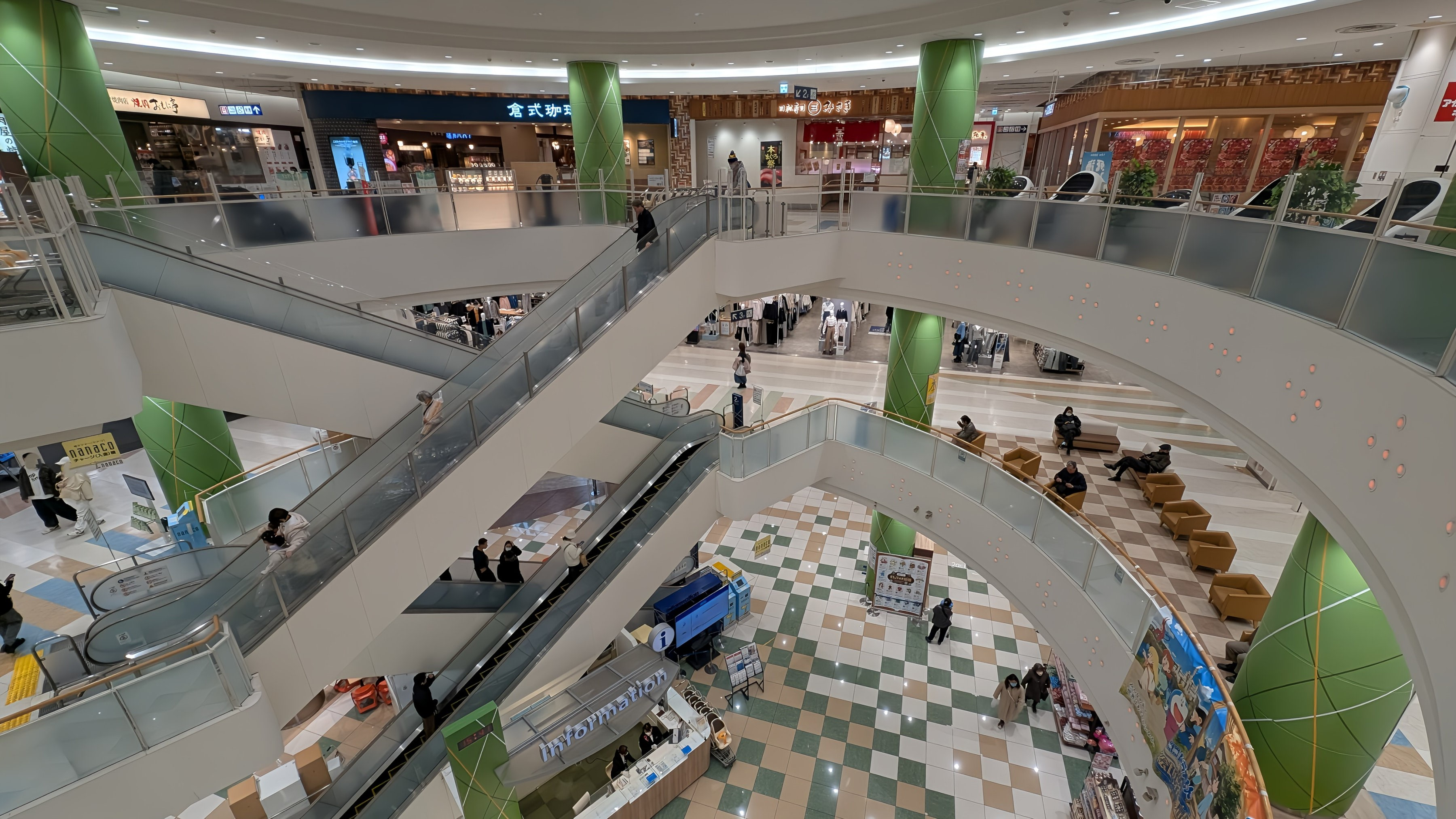
3F センターコート

## TOHOシネマズ西新井
TOHOシネマズ西新井（とうほうシネマズにしあらい）は4階にある全10スクリーンのシネマコンプレックス。
総座席数は1,775席（車椅子席20席）。
- 足立区内に久々に誕生した本格的な商業映画館であり、同月にはオープン記念として、足立区出身の北野武監督をフィーチャーした「西新井映画祭」が開催された。
- 2016年11月に「MediaMation MX4D」をスクリーンに導入。
- 2021年11月29日にチケットを発券せずに入場できる『モバイルチケット』を系列初採用。[7]

| スクリーン | 座席数 | 車いす席 | Size(m) | Size(m) | 音響設備      | 備考 |
| スクリーン | 座席数 | 車いす席 | 縦      | 横      | 音響設備      | 備考 |
| ---------- | ------ | -------- | ------- | ------- | ------------- | ---- |
| 1          | 106    | 2        | 3.5     | 8.3     | デジタル5.1ch |      |
| 2          | 111    | 2        | 3.4     | 8.2     | デジタル5.1ch |      |
| 3          | 111    | 2        | 3.4     | 8.2     | デジタル5.1ch |      |
| 4          | 135    | 2        | 3.5     | 8.5     | デジタル5.1ch |      |
| 5          | 410    | 2        | 7.0     | 16.9    | デジタル5.1ch |      |
| 6          | 146    | 2        | 3.7     | 9.0     | デジタル5.1ch |      |
| 7          | 148    | 2        | 3.7     | 8.9     | デジタル5.1ch |      |
| 8          | 144    | 2        | 4.1     | 9.9     | デジタル5.1ch | MX4D |
| 9          | 183    | 2        | 4.1     | 9.9     | デジタル5.1ch |      |
| 10         | 345    | 2        | 4.8     | 11.6    | デジタル5.1ch |      |

## 足立区との防災協定
足立区は(株)イトーヨーカ堂と「災害時における物資の優先供給並びに被災者に対する支援協力に関する協定」を結んでいる。アリオ西新井ほか５店舗が区内にあり、協定は地震等の大規模災害発生時に区の要請に基づき、同店舗から食料・生活用品等の物資の供給と、水道水・トイレを可能な範囲で提供するものとなっている。
足立区区役所での締結式で、区長は「区内でも大きい店舗を展開するイトーヨーカ堂に協力してもらうのは心強い」と感謝を述べ、イトーヨーカ堂側も情報収集のため各店に無線機など設置したことを報告。また「震災時に物資をいかにスムーズに送れるかが課題」であると述べている。

## アクセス
- 東武伊勢崎線（東武スカイツリーライン）西新井駅下車、西口から徒歩8分。
  - 西新井駅西口に発着する東武バスセントラル、都営バス、国際興業バスの路線バスもアクセスとして案内されている。詳細は「西新井駅#バス路線」を参照。
  - 尾竹橋通り側入口を利用する場合、東武バスセントラル・北03/北04系統の関原三丁目バス停で下車する場合が近いこともある。